# Associazione Sportiva Dilettantistica Astrea
L'Associazione Sportiva Dilettantistica Astrea (in precedenza Unione Sportiva Astrea) è una società calcistica appartenente alla Polizia Penitenziaria e con sede a Roma.
I calciatori dell'Astrea sono conosciuti col soprannome di ministeriali.
Approdata in passato anche in Serie C2, l'Astrea milita nel girone A dell'Eccellenza laziale.

## Storia
L'Unione Sportiva Astrea nasce nel 1948, grazie all'iniziativa di un gruppo di dipendenti del Ministero della Giustizia, i quali decisero di formare un team calcistico formato dal Corpo degli Agenti di Custodia con lo scopo di partecipare al torneo amatoriale "Orlandini". Un anno dopo, nel 1949, Tommaso Jezzi e Girolamo Montervini, rispettivamente capo e vice dell'Ufficio del Personale di Polizia, di comune accordo decisero di iscrivere la squadra al campionato di Seconda Divisione affiliandola alla F.I.G.C., successivamente, l'Astrea cominciò la sua cavalcata fino alla Serie D, passando dalla Prima Divisione alla Promozione Lazio, dove nella stagione 1972-1973 i biancoblu vinsero il campionato venendo promossi in Serie D (allora divisione semi-professionistica) rimanendoci però solo per un anno per poi retrocedere nella stagione successiva.

L'Astrea della stagione 1997-1998

Il ritorno nella massima divisione dilettantistica, avvenne nella stagione di Promozione Lazio 1985-1986, quando l'Astrea, vinse il girone A della Promozione, acquisendo il diritto a partecipare al Campionato Interregionale 1986-1987 dopo 12 anni ove una volta passato il periodo di transizione vennero gettate le basi per tentare l'impresa di vincere il Campionato Interregionale ed essere promossi nel professionismo della Serie C2, cominciando a ristrutturare il Centro Sportivo di Casal del Marmo, attuale campo di gioco dell'Astrea. Nel maggio del 1990 con la vittoria del Campionato Interregionale 1989-1990, l'Astrea venne promossa in Serie C2 non senza difficoltà per via del divieto di assumere prestazioni contrattuali per i calciatori appartenenti al Corpo degli Agenti di Custodia.
Con la promozione in Serie C2, l'Astrea cambiò suffisso da Unione Sportiva ad Associazione Sportiva e in cui vi rimasero per sei stagioni di fila. L'ultima stagione in Serie C2 1995-1996 finì retrocedendo nel C.N.D. pareggiando prima con il risultato di 2-2 contro il Bisceglie e perdendo poi lo spareggio play-out contro il Marsala. L'anno successivo, con il ritorno tra i dilettanti l'A.S. Astrea, stabilì uno dei primati vincendo Campionato e Coppa Italia Dilettanti battendo la squadra del Noicattaro per 3 a 0. Il capocannoniere di quella stagione fu Alessandro Cordelli che si aggiudicò la classifica cannonieri con 20 reti, che aggiunte a quelle realizzate in Coppa e nella "Poule Scudetto", portarono il suo bottino personale a quota 30.
Nella stagione agonistica 1997-1998, i ministeriali vennero promossi per la seconda volta in Serie C2, ma l'esperienza fu molto breve e durò appena due anni, 1998-1999 e 1999-2000 retrocedendo, poi, nella rinata Serie D dove ha giocato per 17 anni consecutivi, prima di retrocedere in Eccellenza.

## Colori e simboli

### Colori
I colori sociali sono il bianco e il blu scuro.

## Strutture

### Stadio
L'Astrea disputa le sue partite interne presso lo stadio Casal del Marmo, situato nel centro Penitenziario.
Dal marzo del 2019 lo stadio è stato intitolato all'ex presidente Giuseppe Falcone.
L'impianto presenta le seguenti caratteristiche:
- Posti totali: 2.500
- Larghezza campo: 60,00 m
- Lunghezza campo: 105,00 m
- Fondo: Erba

## Palmarès

### Competizioni nazionali
- Campionato Interregionale: 1

1989-1990 (girone H)
- Campionato Nazionale Dilettanti: 1

1996-1997 (girone F)
- Coppa Italia Dilettanti: 1

1996-1997

### Competizioni regionali
- Prima Divisione: 1

1951-1952 (girone A)
- Promozione: 2

1972-1973 (girone A), 1985-1986 (girone A)

### Altri piazzamenti
- Eccellenza:

Terzo posto: 2017-2018 (girone A)
- Promozione:

Secondo posto: 1952-1953 (girone A), 1982-1983 (girone A), 1984-1985 (girone A)
- Scudetto Dilettanti:

Finalista: 1996-1997
- Coppa Italia Dilettanti Lazio:

Finalista: 2017-2018

## Statistiche e record

### Partecipazione ai campionati
| Livello | Categoria                       | Partecipazioni | Debutto   | Ultima stagione | Totale |
| ------- | ------------------------------- | -------------- | --------- | --------------- | ------ |
| 4º      | Serie C2                        | 8              | 1990-1991 | 1998-1999       | 11     |
| 4º      | Serie D                         | 3              | 1973-1974 | 2016-2017       | 11     |
| 5º      | Campionato Interregionale       | 4              | 1986-1987 | 1989-1990       | 22     |
| 5º      | Campionato Nazionale Dilettanti | 1              | 1996-1997 | 1996-1997       | 22     |
| 5º      | Serie D                         | 17             | 1999-2000 | 2015-2016       | 22     |